# 153078 Giovale
153078 Giovale este un asteroid din centura principală de asteroizi.

## Descriere
153078 Giovale este un asteroid din centura principală de asteroizi. A fost descoperit pe 26 august 2000 la Observatorul din Cerro Tololo de Robert L. Millis. Asteroidul prezintă o orbită caracterizată de o semiaxă mare de 2,54 ua, o excentricitate de 0,12 și o înclinație de 6,6° în raport cu ecliptica.